# 황용식
황용식(黃龍植, 1944년 5월 28일~)은 대한민국의 외무공무원이다.

## 학력
- 1963: 경북고등학교 졸업[1]
- 1967: 서울대학교 법대 법학과 졸업[1]
- 미국 터프츠 대학 플레처 대학원 석사[2]

### 명예 박사 학위
- 2006: 타이완 중국 문화 대학 명예박사[2]

## 경력
- 1973: 외무부 입부[2] (73.04 제7회 외무고시 합격)[3]
- 1982: 대통령비서실 정무행정관[1]
- 1984: 주유엔대표부 참사관[1]
- 1987: 외무부 유엔과장[1]
- 1989: 주필리핀 공사[1]
- 1993: 외무부 국제기구국 심의관[1]
- 1995: 주제네바 대표부 공사[1]
- 1997: 대구시 국제관계 자문대사[1]
- 1998: 외교통상부 정책기획관[1]
- 1999: 외교통상부 조약국장[4]
- 2000: 제 13대 주튀니지 대사[5]:515쪽
- 2000: 제 5대 주타이베이 대표부 대표[5]:523쪽